# Waimea Plains (Southland)
Die Waimea Plains sind ein Teil der Southland Plains auf der Südinsel Neuseelands zwischen Gore und Lumsden. Das Gebiet im Inland wird vorwiegend landwirtschaftlich von Schaf- und Hirschfarmen genutzt.
Von 1880 bis 1978 bestand zwischen Gore und Lumsden eine Nebenbahnstrecke der Main South Line, die Waimea Plains Railway.
Westlich von Invercargill werden die Waimea Plains durch das Bergland der Hokonui Hills westlich von Gore von der Southland Plain abgetrennt. Im bilden  Garvie Mountains die Grenze der Waimea Plains. Die Waimea Plains erstrecken sich nordöstlich von Invercargill 45 km bis nach Gore ins Inland. Sie wurden vom Mataura River und seinem Nebenfluss Waimea Stream gebildet. Am Südende geht die Ebene in die Awarua Plains über. Dieses große Marschland erstreckt sich von der Nähe von Bluff bis an den Fuß der Catlins im Osten.